# Lake Oesa
Lake Oesa – jezioro górskie w Canadian Rockies w prowincji Kolumbia Brytyjska. Położone jest na terenie Parku Narodowego Yoho. Położone jest na wysokości 2267 m n.p.m..
Jezioro Oesa jest połączone pieszym szlakiem o długości 3,2 km z Lake O’Hara. W drugą stronę szlak wiedzie przez Yukness Ledges do jeziora Opabin. Nad wodami jeziora wznoszą się góry Ringrose Peak, Mount Yukness, Glacier Peak oraz Mount Lefroy.
Nazwę nadał w 1894 roku Samuel Allen. W języku Indian Nakoda oznacza ona lód, ponieważ tafla jeziora z reguły jest zamarznięta.